# Moosseedorf
Moosseedorf est une commune suisse du canton de Berne, située dans l'arrondissement administratif de Berne-Mittelland. Le village est situé au sud du lac éponyme Moossee.

## Toponymie
La plus ancienne occurrence du toponyme, Sedorf ("village au bord du lac" en allemand), date de 1242, tandis que Mossedorf apparaît pour la première fois dans un document de 1389,.
Moossee (littéralement, lac marécageux) étant le nom du lac voisin, on peut considérer que Moosseedorf signifie tout simplement "village du lac marécageux". Les seigneurs locaux de l'époque, qui avaient un château aujourd'hui disparu au bord du lac, s'appelant également Moser (soit celui qui vient d'un marais ou d'un endroit boueux), on peut aussi rattacher le nom de la localité aux anciens chevaliers Moser (soit village des Moser).
En tout état de cause, la commune prit officiellement le nom de Mooseedorf autour de 1800, pour la distinguer de Seedorf, située à une quinzaine de kilomètres à l'ouest dans le district voisin.

## Héraldique
D'azur à trois bandes ondées d'argent, la plus haute sommée d'une barque d'or traversée à dextre d'une rame d'or (trad.).
Le blason utilisé par les chevaliers de Moosseedorf depuis 1250 fut officiellement adopté pour les armoiries de la commune en 1916.

## Géographie
Moosseedorf se trouve à 8 km à vol d'oiseau au nord-nord-est de la ville de Berne, sur le Plateau suisse, à 532 m au-dessus du niveau de la mer. Le village s'est développé sur un léger monticule au sud-ouest de la vallée formée par le lac Moossee, au pied de la face nord de la colline du Bantiger.
Le territoire de la commune s'étend sur 6,3 km2, bordé au nord par le cours canalisé de l'Urtenen et le Moossee et au sud-ouest par les collines boisées de Grauholz, où se trouve le point culminant (800 m.).
En 2018, la commune comptait 36 % de surfaces boisées, 30,5 % de surfaces d'habitat et d'infrastructures, 30 % de surfaces agricoles et 3,5 % de surfaces improductives.
Elle comprend, outre le village de Moosseedorf lui-même, le quartier du Sand (qui s'est beaucoup développé depuis les années 1960), au sud-ouest dans une cuvette au pied du Grauholz, et le hameau de Tannaker, tout au sud, entre le Grauholz et la forêt de Williwald.
Les communes limitrophes sont Urtenen-Schönbühl, Bolligen, Münchenbuchsee et Wiggiswil.

## Démographie
Moosseedorf compte 4130 habitants (état le 31 décembre 2019), ce qui la classe parmi les communes moyennement peuplées du canton de Berne. Au cours du XXe siècle, la population a augmenté de manière lente mais constante pour atteindre 833 habitants en 1960. Sa croissance s'est alors fortement accélérée : en l'espace de 30 ans, le nombre d'habitants a quadruplé. La population s'est ensuite stabilisée autour des 3500 habitants dans les années 1990 à 2010, mais elle a connu une hausse de près de 15 % depuis lors.
En 2018, la commune recensait 19,3 % d'étrangers.
En 2000, 89,8 % de la population était de langue maternelle allemande, 2 % de langue maternelle française, 1,5 % de langue maternelle albanaise, 1,2 % de langue maternelle serbo-croate, et 1,1 % de langue maternelle italienne.
Le taux de chômage s'élevait en moyenne à 2,4 % sur l'année 2020 et 5,3 % des résidents bénéficiaient de l'aide sociale en 2018.

## Politique
Moosseedorf est gouvernée par une Assemblée communale (Gemeindeversammlung) et un Conseil communal (Gemeinderat) de 7 membres (résultat des élections de novembre 2020 : 3 UDC, 2 PS, 2 représentant d'un parti bourgeois local, le Parti libre de Moossedorf).
Lors de l'élection de 2019 au Conseil national, l'UDC a obtenu 29,4 % des voix, le PS 18 %, les Vert'libéraux 13 %, les Verts 10,8 %, le PBD 9 %, le PLR 8,2 %, le PEV 4,6 %, le PDC 2,2 % et l'UDF 1 %.

### Jumelages[10]
- Habkern (Berne)
- Schangnau (Berne)
- Kaçanik  (Kosovo), depuis 2000

## Économie
Jusqu'à la seconde moitié du XXe siècle, Moosseedorf était un village largement agricole. Aujourd'hui (état le 1er janvier 2020), la commune compte près de 5 157 emplois et seule 0,6 % de sa population active travaille encore dans le secteur primaire (essentiellement cultures, production laitière et sylviculture). Environ 28 % des actifs travaillent dans le secteur secondaire, tandis que le secteur tertiaire (services) rassemble plus de 72 % de la main-d’œuvre.
Moosseedorf s'est transformée en une commune de l'agglomération de Berne, à laquelle elle est extrêmement bien reliée. Plusieurs grands centres commerciaux (Shoppyland) s'y sont établis. Depuis le début des années 1970, de larges zones commerciales et industrielles se sont développées près de la sortie de l'autoroute et à l'extrémité ouest du village. Elles accueillent des entreprises des secteurs de la construction, des technologies de l'information, de la métallurgie et des ateliers mécaniques.
Moosseedorf offre certes largement plus d'emplois qu'elle ne compte de travailleurs, mais de nombreux résidents actifs sont aussi des pendulaires qui travaillent dans la ville ou l'agglomération de Berne.

## Transports

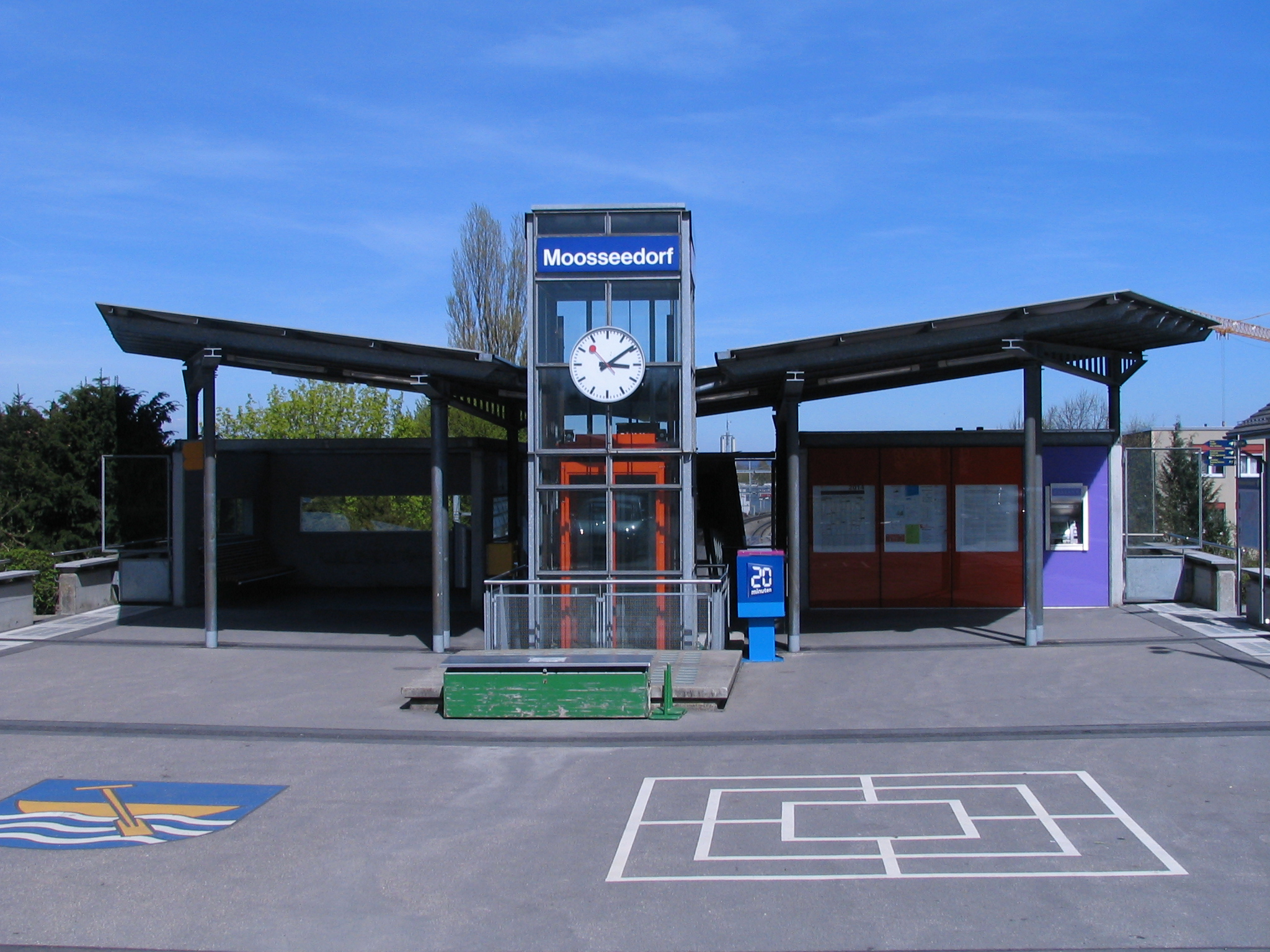
Vue de l'entrée de la gare RBS

Moossedorf est extrêmement bien reliée au système de transports, mais elle est aussi divisée en plusieurs parties par les principaux axes autoroutiers et ferroviaires qui la traversent.
La Route principale 12, qui relie Berne à Soleure, et la Route principale 1, qui va sur Berthoud, passent à proximité du vieux centre du village. La jonction aux autoroutes A1 (Berne-Zurich) et A6 (Berne-Bienne) est à moins d'1 km du centre de la localité. L'échangeur de Schönbühl, où l'A6 rejoint l'A1, se trouve en fait sur le territoire de la commune.
La mise en service du tronçon ferroviaire entre Zollikofen et Soleure le 10 avril 1910, qui est aujourd'hui exploité par la compagnie RBS, a doté Moosseedorf d'une gare. Les trains circulent tous les quarts d'heure à destination de Berne et la rejoignent en 12 minutes. La ligne CFF qui relie Berne à Olten traverse aussi le territoire communal, mais sans s'arrêter.

## Histoire

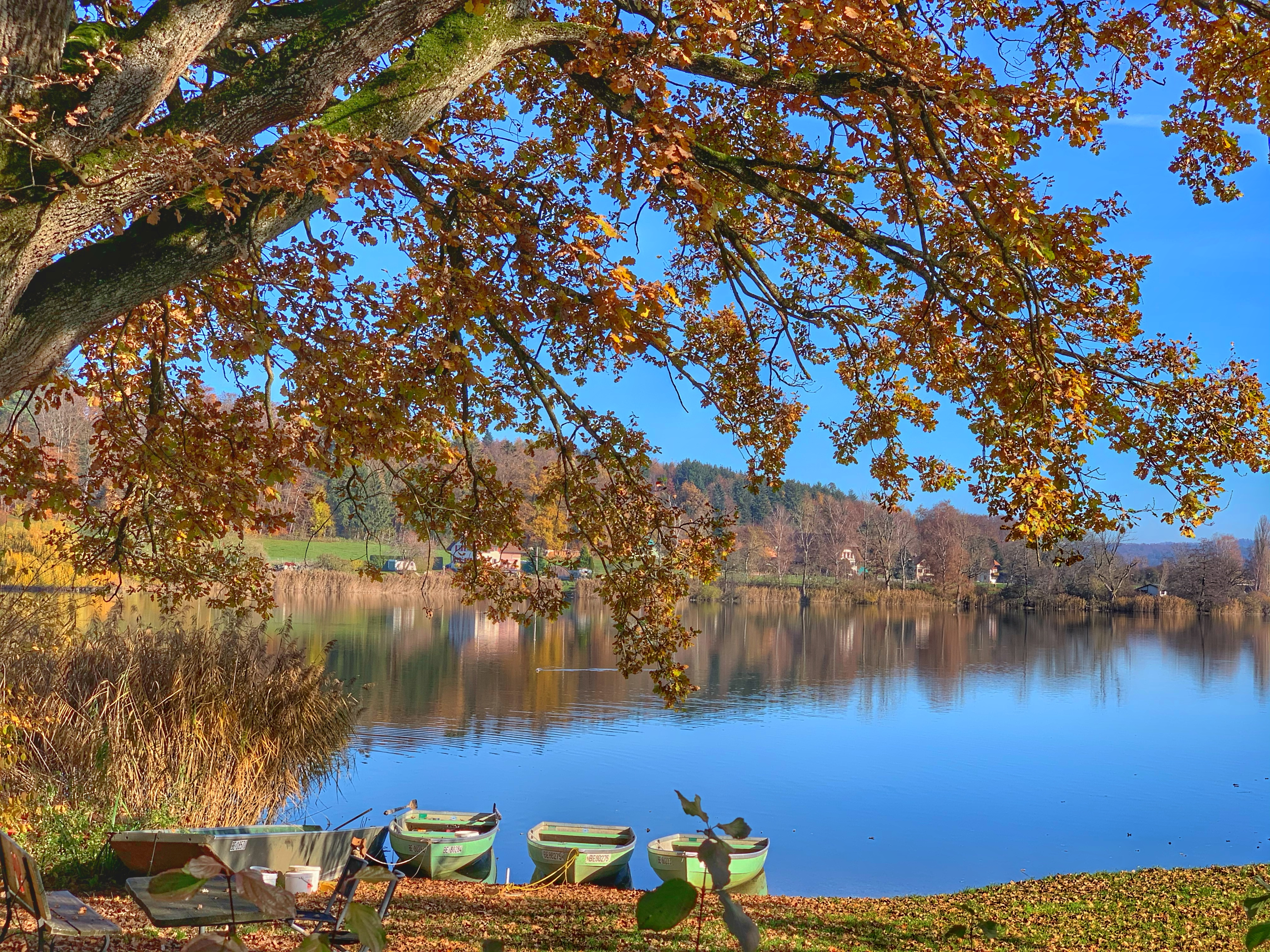
Vue du Moossee

Le territoire de la commune de Moosseedorf a été habité très tôt dans l'histoire : des traces de présence humaine remontant à la fin de l'âge de pierre (10 000 à 8000 av. J.-C.) ont été découvertes sur la colline de Moos (Moosbühl, au nord-est du village historique). Par ailleurs, deux des plus grands sites paléolithiques de Suisse, Mossbühl I et II, datant de la fin de la dernière période glaciaire (vers 13 500 av. J.-C., période magdalénienne), se trouvent sur une terrasse au sud-est du lac de Moossee. Un site palafittique, rattaché à la culture de Cortaillod, fut habité pendant une longue période du Néolithique à l'endroit où l'Urtenen sort du lac Moossee. Enfin, plusieurs tumulus celtique datant de la fin premier âge du fer ont été dégagés dans le quartier du Sand.
Au Moyen Âge, Moosseedorf appartenait aux chevaliers von Seedorf (parfois aussi appelés Moser), ministériels des comtes de Kybourg. Leur château à douves, aujourd'hui disparu, se trouvait à 100 m au nord-est de l'église romane (elle-même construite sur des vestiges antérieurs remontant aux IXe et Xe s.). En 1256-57, les Moser échangèrent toutes leurs possessions à Moosseedorf (château, église, lac, biens et gens) avec les chevaliers de l'ordre de Saint-Jean, qui possédaient une commanderie dans la commune de Münchenbuchsee (à environ 5 km à l'ouest). Puis, Moosseedorf passa au bailliage de Münchenbuchsee après la sécularisation de la commanderie en 1528 (conséquence de la Réforme).
En 1650, une première école fut ouverte dans le village par le pasteur des lieux. En 1721, Moosseedorf fut encore échangée, cette fois à Jérôme d'Erlach (de). Le 5 mars 1798, la bataille de Grauholz, où les troupes révolutionnaires françaises défirent une nouvelle fois les armées bernoises, entraîna la chute définitive de l'Ancien Régime (un monument fut érigé sur le territoire de la commune en 1886 en souvenir de cette bataille). Pendant la République helvétique, Moosseedorf dépendit du district de Zollikofen, puis du bailliage de Fraubrunnen à partir de 1803 (date de l'Acte de Médiation), lequel devint un district administratif avec la nouvelle constitution de 1831.
Les marais furent asséchés dans les années 1770. Le cours de l'Urtenen et le niveau du lac Moossee furent abaissés à trois reprises : vers 1780, de 1855 à 1859, et de 1917 à 1920,.
Le Petit et le Grand Moossee sont des sites naturels protégés depuis 1954 et 1963.

## Patrimoine

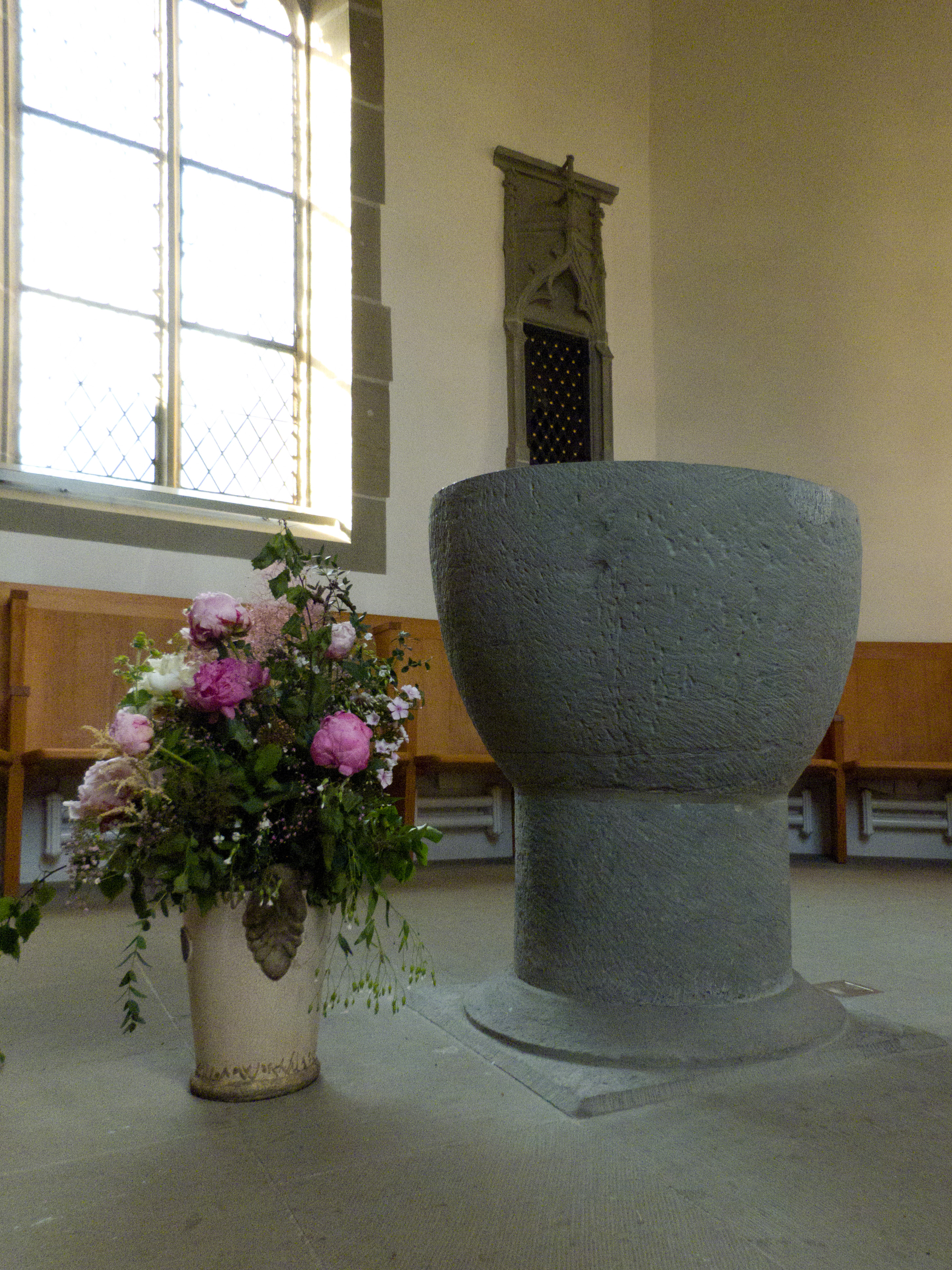
Les fonts baptismaux

La commune a établi une liste des biens culturels situés sur son territoire.

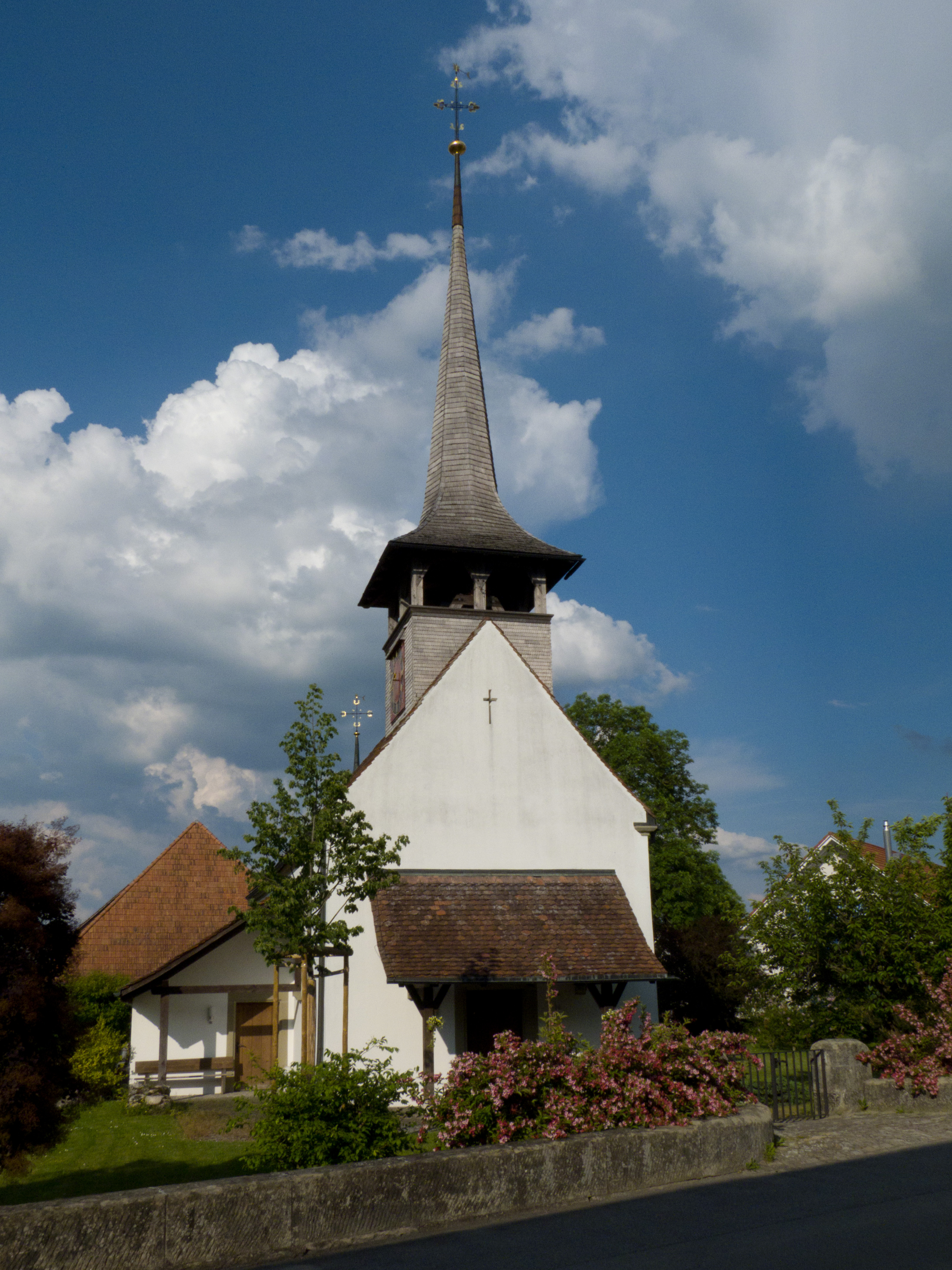
Vue de l'église réformée

L'église réformée, de style gothique tardif depuis sa rénovation de 1505, possède encore des murs de style roman dans sa nef et des fonts baptismaux du XIIIe siècle.
Le monument de Grauholz, érigé en 1886 et déplacé en 1930, commémore la défaite des troupes bernoises à la bataille de Grauholz. Il constitue en une colonne brisée à son sommet, sur lequel une couronne mortuaire est déposée. Un appel à l'unité ("Soyez unis", Seid einig) figure sur son socle.